# 钱·伊米什·卡维尔
钱·伊米什·卡维尔（Chan Imix Kʼawiil；约612年—695年6月15日），又称烟豹（西班牙語：Humo Jaguar），是玛雅城邦科潘的第12位统治者，628年至695年在位，是科潘在位时间最长的君主。
他在628年登基加冕。他统治时期前26年的历史未发现有详尽记载。652年，为纪念玛雅历法中一个卡盾（约20年）的结束，科潘开始大规模兴建纪念石碑，在主广场建起两座，在科潘谷地又建起四座。他还下令在科潘12公里外的圣丽塔树立起一座石碑，这一事件在基里瓜的L祭坛上也有记载。有说法称，烟豹王的权力此前长期受到限制，到652年前后终于掌得大权，因此而大加纪念，并强调其在整个科潘谷地的统治权威。
此后，他又兴建了九座纪念建筑。科潘的建筑布局也在此期间有了重大变化，烟豹王下令在主广场北面建造了2号建筑物（今称），同时改建了26号神庙（昵称为乔尔查神庙，Chorcha）。烟豹王在695年逝世，终年75岁。

## 书目
- Martin, Simon; Nikolai Grube. . London and New York: Thames & Hudson. 2000. ISBN 0-500-05103-8. OCLC 47358325.